# Round & Round (canción de Selena Gomez & the Scene)
«Round & Round» —en español: «Vueltas y vueltas»— es una canción de la banda de origen estadounidense Selena Gomez & the Scene. Fue escrita y producida por Kevin Rudolf, Andrew Bolooki y Jeff Halavacs, y coescrita por Jacob Kasher Hindlin y Fefe Dobson. Se lanzó el 18 de junio de 2010 como el primer sencillo del segundo álbum de la banda A Year Without Rain. En 2014, Selena Gomez incluyó la canción en su primer álbum de grandes éxitos y último lanzamiento con Hollywood Records, For You.
La pista habla acerca de «una relación que gira en círculos», y, de acuerdo con la vocalista de la banda, su objetivo principal era dar un enfoque más maduro al disco. El tema ha recibido críticas polarizadas, mayoritariamente positivas. Tim Sendra del sitio Allmusic en su crítica hacia A Year Without Rain señaló que «Round & Round» era una de las mejores canciones del disco, junto con «A Year Without Rain» y «Ghost of You».
Su vídeo musical fue dirigido por Phillip Andelman y filmado en Budapest, Hungría a finales de mayo de 2010. En el vídeo se muestra a Selena Gomez como una espía tratando de descubrir un secreto. La banda ha interpretado el sencillo en distintos espacios alrededor del mundo, entre los que se encuentran el reality show America's Got Talent y el programa matutino estadounidense Good Morning America. Hasta julio de 2013, vendió 917 000 descargas en los Estados Unidos.

## Antecedentes y composición
«Round & Round» es el tercer sencillo de la banda Selena Gomez & the Scene, perteneciente a su segundo álbum de estudio A Year Without Rain y es el sucesor oficial de su anterior sencillo «Naturally». A Year Without Rain salió a la venta el 28 de septiembre, y, según la vocalista de la banda, la canción debe marcar un cambio en su evolución como cantante, comentando que: «Creo que lo que realmente quiero hacer con este disco es que sea musicalmente más maduro». De acuerdo con Amar Toor de AOL Radio, el tema presenta influencias de la cantante australiana Kylie Minogue en 2001.
«Round & Round» es una canción dance-pop que tiene una duración de tres minutos y ocho segundos, fue compuesta por Kevin Rudolf, Andrew Bolooki, Jeff Halavacs, Jacob Kasher Hindlin y Fefe Dobson. Está influenciada por los géneros disco y electropop, con un ambiente dance y rock en algunos versos. Su letra habla acerca de «una relación que gira en círculos», haciendo referencia a que no se sabe el destino de la misma. Según la partitura publicada en Musicnotes, la pista tiene un tempo allegro de 127 pulsaciones por minuto y está compuesta en la tonalidad fa mayor. El registro vocal de Selena en el tema se extiende desde la nota fa♯3 hasta la nota si♭M.

## Comentarios de la crítica

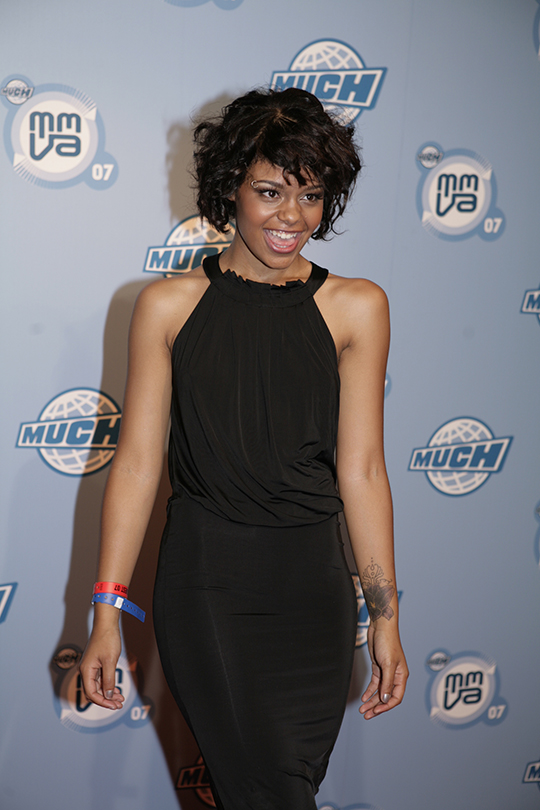
Fefe Dobson coescribió la canción.

La canción recibió comentarios polarizados, mayoritariamente positivos, siendo elogiada en múltiples ocasiones por los críticos musicales. Bill Lamb del sitio About.com la calificó con cuatro de cinco estrellas, también comentó que con este tema y «Naturally», la banda «había triunfado». Además agregó:

«El otoño pasado con el álbum Kiss & Tell, con 17 años, Selena demostró que al igual que Miley Cyrus y Demi Lovato necesitan hacer un espacio para una nueva princesa del pop. Ahora, con el lanzamiento de su nuevo sencillo "Round & Round", el primero de un nuevo álbum con su banda The Scene, Selena Gomez está lista para tomar el centro de atención para ella sola. Esto es puro dance pop espontáneo, es probable que el sonido siga siendo bueno después de meses de airplay».

Posteriormente, Bill agregó el tema a su lista de las mejores canciones pop del 2010, donde ocupó el puesto número cincuenta y ocho. Por otro lado, otras canciones de la banda también figuraron en la lista; «Naturally» ocupó el número ochenta y cuatro mientras que «A Year Without Rain» se ubicó en el puesto número treinta y nueve. Tim Sendra de Allmusic, tras una revisión de A Year Without Rain, señaló que «Round & Round», «A Year Without Rain» y «Ghost of You» eran las mejores canciones del disco. Becky Bain de Idolator.com, dijo el tema tenía un «tono infeccioso», y agregó que «Round & Round» podría ser la canción que Selena necesita para obtener las características demográficas fuera de Disney. 
Robert Cospey de Digital Spy, calificó a la pista con tres estrellas de cinco y comentó:

«Bueno, el brillante electro-pop/rock de este sencillo ciertamente presenta un lado más sofisticado de la [cantante] y la letra acerca de estar atrapados en una difícil relación sugiere un grado de crecimiento emocional [...] Felicitaciones a Gomez por evitar el predecible ritmo teen Hilary/Miley [...]».

## Promoción

### Vídeo musical
El vídeo musical del sencillo fue dirigido por Phillip Andelman y filmado en Budapest, Hungría a finales de mayo de 2010. 
La vocalista de la banda, Selena Gomez, publicó el 17 de junio, vía Twitter, dos adelantos del vídeo un día antes de ser lanzado en Disney Channel. Se lanzó oficialmente el 18 de junio de 2010 a través de la cuenta oficial de VEVO de Selena. El vídeo comienza con Selena Gomez caminando hacia un balcón, seguidamente se coloca unas gafas de color negro y se aleja lentamente del lugar. Al comenzar la canción, se ve a la intérprete caminando por una calle donde un hombre vestido con traje le da un maletín sellado. Mientras avanza el vídeo, se pueden ver escenas intercaladas que muestran a Selena colocándose una peluca, yendo en una motocicleta hacia un parque y tocando con su banda en una habitación. Tras negociar con uno de sus compañeros espías en el parque, se da cuenta de que unos ladrones la siguen y comienza a huir. El vídeo finaliza con uno de los ladrones cayendo desde las escaleras y Selena apagando un fósforo.

### Interpretaciones en directo
La banda interpretó la canción por primera vez el 13 de julio de 2010 en America's Got Talent. Más tarde, el 23 de septiembre del mismo año, la interpretaron en Good Morning America junto con «A Year Without Rain». Mientras promocionaban el tema en el Reino Unido, la interpretaron en Daybreak el 27 de septiembre de 2010, y al día siguiente en el Blue Peter. La banda volvió a interpretar la pista en MTV's The Seven el 1 de octubre de 2010.

## Formatos y remezclas
- Descarga digital

| «Round & Round» (Dave Aude Remix) - Sencillo |                                   |          |  |
| N.º                                          | Título                            | Duración |  |
| 1.                                           | «Round & Round» (Dave Aude Remix) | 3:32     |  |

| Sencillo digital — Reino Unido |                                    |          |  |
| N.º                            | Título                             | Duración |  |
| 1.                             | «Round & Round»                    | 3:05     |  |
| 2.                             | «Naturally» (Ralphi Rosario Remix) | 3:39     |  |

| Descarga digital — Australia |                                    |          |  |
| N.º                          | Título                             | Duración |  |
| 1.                           | «Round & Round»                    | 3:05     |  |
| 2.                           | «Naturally» (Ralphi Rosario Remix) | 3:39     |  |

| The Remixes Australia y Reino Unido - EP digital |                                        |          |  |
| N.º                                              | Título                                 | Duración |  |
| 1.                                               | «Round & Round» (Wideboys Club Mix)    | 5:56     |  |
| 2.                                               | «Round & Round» (Fascination Club Mix) | 6:11     |  |
| 3.                                               | «Round & Round» (7th Heaven Club Mix)  | 6:08     |  |
| 4.                                               | «Round & Round» (Dave Audé Club Remix) | 6:23     |  |

- Sencillo en CD

| Sencillo en CD — Reino Unido |                 |          |  |
| N.º                          | Título          | Duración |  |
| 1.                           | «Round & Round» | 3:05     |  |
| 2.                           | «Naturally»     | 3:22     |  |

## Posicionamiento en listas

### Semanales
| Alemania          | German Singles Chart     | 52 |
| Australia         | Australian Singles Chart | 80 |
| Austria           | Austrian Singles Chart   | 62 |
| Bélgica (Flandes) | Ultratip 40 Singles      | 19 |
| Canadá            | Canadian Hot 100         | 51 |
| Eslovaquia        | Radio Top 100 Chart      | 39 |
| Estados Unidos    | Billboard Hot 100        | 24 |
| Estados Unidos    | Pop Songs                | 34 |
| Estados Unidos    | Dance/Club Play Songs    | 2  |
| Estados Unidos    | Digital Songs            | 15 |
| Reino Unido       | UK Singles Chart         | 47 |

### Anuales
| Estados Unidos | Dance/Club Play Songs | 21 |

### Certificaciones
| País           | Organismo certificador | Certificación | Unidades certificadas | Ref.   |
| -------------- | ---------------------- | ------------- | --------------------- | ------ |
| Estados Unidos | RIAA                   | Platino       | 1 000                 | [ 39 ] |